# Trollmosseskogen
Trollmosseskogen är ett naturreservat i Rättviks kommun i Dalarnas län.
Området är naturskyddat sedan 2004 och är 584 hektar stort. Reservatet består av barrskog med mest tall och vid några bäckar lövträd.